# Alps Tour
Ne doit pas être confondu avec Tour des Alpes.
L'Alps Tour est un circuit professionnel européen de golf masculin qui fait office de troisième division européenne derrière le Tour européen et le Challenge Tour. Il concerne principalement la France, l'Italie, l'Autriche, la Suisse et le Maroc. Les autres circuits européens de troisième niveau sont le PGA EuroPro Tour, le Pro Golf Tour (en) et la Nordic League.

## Histoire
En 1986 est né le Satellite Tour, dépendant du Tour européen, de la volonté de pays comme la Suède, la France et l'Italie d'ouvrir leurs manifestations nationales aux joueurs étrangers. Depuis 1989, les meilleurs joueurs à la fin de la saison sont admissibles pour adhérer la saison suivante à l'European Tour. En 1990, ce circuit est renommé Challenge Tour.
Le Challenge Tour a grandi avec succès et permet d'accueillir tous les acteurs européens qui souhaitent participer à ses événements. En conséquence, le Tour européen a décidé de créer en 2000 des troisièmes divisions européennes régionalisées. Ainsi ont été créés quatre circuits régionaux : une région comprenant la Grande-Bretagne et l'Irlande (le PGA EuroPro Tour), le deuxième groupe les pays scandinaves (Nordic League), le troisième en Europe centrale (l'EPD Tour aujourd'hui dénommé Pro Golf Tour), et le dernier, l'Alps Tour, comprenant l'Autriche, la France, l'Italie et la Suisse.
Depuis juillet 2015, au même titre que les autres circuits européens régionaux, l'Alps Tour offre des points comptant pour le classement mondial.

## Palmarès
| Année | Ordre du mérite        | Ordre du mérite |
| ----- | ---------------------- | --------------- |
| 2024  | Benjamin Kédochim      | 28,119          |
| 2023  | Ronan Mullarney        | 25,714          |
| 2022  | Gregorio De Leo        | 39,936          |
| 2021  | Jacopo Vecchi Fossa    | 28,050          |
| 2020  | Jordi García del Moral | 18,503          |
| 2019  | Edoardo Lipparelli     | 36 667,07 pts   |
| 2018  | Santiago Tarrío Ben    | 26 702,45 pts   |
| 2017  | Adri Arnaus            | 26 213,80 pts   |
| 2016  | Matt Wallace           | 49 703,17 pts   |
| 2015  | Darius Van Driel       | 35 859,57 pts   |
| 2014  | Nino Bertasio          | 31 994,20 pts   |
| 2013  | Jason Palmer           | 36 660,30 pts   |
| 2012  | Gareth Shaw            | 34 545,37 pts   |
| 2011  | Guillaume Cambis       | 30 123,83 pts   |
| 2010  | Matteo Delpodio        | 44 631,61 pts   |
| 2009  | Andrea Perrino         | 48 285,33 pts   |
| 2008  | Julien Grillon         | 40 530,40 pts   |
| 2007  | Julien Quesne          | 37 715,66 pts   |
| 2006  | François Calmels       | 32 817,50 pts   |
| 2005  | Cédric Menut           | 28 334,80 pts   |
| 2004  | Andrea Maestroni       | 28 334,80 pts   |
| 2003  | Emmanuele Lattanzi     | 25 856,88 pts   |
| 2002  | Alessandro Napoleoni   |                 |
| 2001  | Stefano Reale          |                 |